# Moonchild
Moonchild – singiel zespołu Fields Of The Nephilim z roku 1988, promujący album The Nephilim (Situation Two). Jest to ostatni singiel wydany wyłącznie w formacie winylowym (7" i 12"). Płyta 12" pojawiła się w dwóch wersjach.
Spis utworów:
wersja 7":
- Moonchild (1st seal)
- Shiva

wersja 12" (1):
- Moonchild (longevity) (5:38)
- Shiva (4:43)
- Moonchild (unsealed) (5:51)

wersja 12" (2):
- Moonchild (2nd seal)
- Shiva
- Power (live)
- Vet for the Insane (live)